# Evangelický kostel (Kišiněv)
Evangelický kostel v Kišiněvě byl evangelicko-luterským kostelem, který stál v Kišiněvě na dnešním bulváru Štěpána Velikého (Bulevardul Ștefan cel Mare) od 30. let 19. století do roku 1960, kdy byl zbořen.